# Христос Карапанос
Христос Карапанос (на гръцки: Χρήστος Καραπάνος) е гръцки офицер и революционер, деец на гръцката въоръжена пропаганда в Македония от началото на XX век.

## Биография
Христос Карапанос е роден в Месениколас, Гърция. Включва се в гръцката пропаганда в Македония като подофицер и капитан на чета в района на Паяк планина. Действа заедно с Иван Димитров, Христо Чочо, Лазар и Траян Доямови, Стерьо Наум и Вънде Челепиев. Активен е в района през 1906 година и си сътрудничи още с Георгиос Какулидис и Христос Прандунас.